# Andi Farid Izdihar
Andi Farid Izdihar (Bulukumba, 14 agosto 1997) è un pilota motociclistico indonesiano.

## Carriera
Comincia a correre in moto all'età di 8 anni, per poi passare, a partire dal 2010, a gareggiare in competizioni internazionali, chiudendo sesto nell'Asia Dream Cup nel 2014 per poi correre nell'Asia Talent Cup l'anno successivo. Nel 2016 corre anche nella categoria Moto3 del campionato spagnolo Velocità. Nel 2018 compete nella categoria Supersport 600 dell'Asia Road Racing Championship, chiudendo la stagione al quinto posto. Nel 2019 corre nel CEV Moto2 del campionato spagnolo Velocità, terminando quattordicesimo; nello stesso anno debutta nella classe Moto2 del motomondiale, correndo il Gran Premio di San Marino sulla Kalex del team Asia in sostituzione dell'infortunato Dimas Ekky Pratama.
Nel 2020 diventa pilota titolare nello stesso team, con compagno di squadra Somkiat Chantra; non ottiene punti.
Nel 2021 corre nello stesso team in Moto3, con una Honda NSF250R; il compagno di squadra è Yuki Kunii. Chiude la stagione al ventinovesimo posto con 4 punti, totalizzati con quattro quindicesimi posti (Francia, Germania, Austria ed Emilia Romagna).

## Risultati nel motomondiale
| 2019 | Classe | Moto  |  |  |  |  |  |  |  |  |  |  |  |  |    |  |  |  |  |  |  | Punti | Pos. |
| ---- | ------ | ----- |  |  |  |  |  |  |  |  |  |  |  |  | -- |  |  |  |  |  |  | ----- | ---- |
| 2019 | Moto2  | Kalex |  |  |  |  |  |  |  |  |  |  |  |  | 24 |  |  |  |  |  |  | 0     |      |

| 2020 | Classe | Moto  |    |    |    |    |     |    |     |    |    |     |    |    |    |     |     |  |  |  |  | Punti | Pos. |
| ---- | ------ | ----- | -- | -- | -- | -- | --- | -- | --- | -- | -- | --- | -- | -- | -- | --- | --- |  |  |  |  | ----- | ---- |
| 2020 | Moto2  | Kalex | 22 | 20 | 20 | 25 | Rit | 23 | Rit | 24 | 19 | Rit | 22 | 21 | 18 | Rit | Rit |  |  |  |  | 0     |      |

| 2021 | Classe | Moto  |    |    |    |    |    |    |    |    |    |     |    |  |    |    |    |    |    |    |  | Punti | Pos. |
| ---- | ------ | ----- | -- | -- | -- | -- | -- | -- | -- | -- | -- | --- | -- |  | -- | -- | -- | -- | -- | -- |  | ----- | ---- |
| 2021 | Moto3  | Honda | 21 | 22 | 18 | 18 | 15 | 21 | 17 | 15 | 24 | Rit | 15 |  | 20 | 24 | 24 | 15 | 22 | NP |  | 4     | 29º  |

| Legenda | 1º posto        | 2º posto            | 3º posto            | A punti      | Senza punti        | Grassetto – Pole position Corsivo – Giro più veloce |
| Legenda | Gara non valida | Non qual./Non part. | Ritirato/Non class. | Squalificato | '-' Dato non disp. | Grassetto – Pole position Corsivo – Giro più veloce |